# Мукачівська єпархія
Мукачівська єпархія — православна єпархія.

## Історія
Початки християнства на території Закарпаття сягають кирило-мефодіївських часів (друга половина IX ст.), місцеві жителі прийняли християнство візантійського обряду ще до розділення церкви у 1054 році. За переказами, Кирило й Мефодій, ідучи в Моравію, декілька місяців жили на Закарпатті, від них закарпатці й отримали християнську віру й церковнослов'янське богослужіння. В період Київської Русі закарпатська православна єпархія була підпорядкована Київській митрополії.
У XI—XII століттях з Києва та Галичини завозилися на Закарпаття церковні книги, які потім переписувалися в Мукачівському, Грушівському та інших монастирях. До нас дійшли уривки з Євангелій та міней XII—XIV століть давньоруською мовою, що збереглися серед рукописів Мукачівського та Імстичівського монастирів. Вони свідчать про нерозривні культурні зв'язки Закарпаття з Руссю.
З другої половини XI століття у зв'язку з ослабленням Київської Русі на Закарпаття почастішали набіги половців. У березні 1241 року орди хана Батия напали на Карпатську Русь, їхній шлях пролягав через Верецький перевал. Завойовники практично спустошили Карпатський край.
Після розпаду Київської Руси й утворення Королівства Руського, Закарпатська єпархія деякий час входила до складу Галицької митрополії.
Після татаро-монгольської навали на Закарпатті розпочалося засилля угорських феодалів. У XVI столітті сюди проникає протестантизм, який поширюється переважно серед угорського населення.
Осередком Мукачівської єпархії протягом багатьох століть був Мукачівський монастир на Чернечій горі, заснований Подільським князем, а потім володарем Закарпаття Федором Корятовичем. Згадки про перших єпископів, які проживали в цьому монастирі, датуються XV ст. (Грамота угорського короля Матяша Гуняді з 1458 року).
1491 рік — перша документальна згадка про Мукачівську єпархію.
На початку XVII століття в Закарпатті активізувались єзуїти, частина православного духовенства та населення були окатоличені. 1642 року Мукачівський православний єпископ Василій (Тарасович) у замку Лансенберґ (біля Відня) у присутності австрійського імператора прийняв католицтво. Але населення краю не пішло за ним, і Тарасович змушений був повернутися в лоно православ'я.
24 квітня 1646 року в церкві-каплиці Ужгородського замку з ініціативи єпископа Василя Тарасовича, 63 священики засвідчили єдність із Католицькою Церквою (укладена Ужгородська унія).
Подальша історія в статті Мукачівська греко-католицька єпархія.